# Enrique Thaborita
Enrique Thaborita fue un religioso natural de Frisia, Países Bajos, nacido en el siglo XV.

## Biografía
Enrique fue canónigo regular de San Agustín en el monasterio de monte Thabor, cerca de Sneek, en Frisia, de donde tomó el nombre.
Enrique escribió una extensa obra que contiene a un mismo tiempo la historia eclesiástica y civil, desde el nacimiento de Jesucristo hasta el año 1501 en que vivía el autor, escrito en un estilo duro y procaz, de la que se sirvió Suffridus Petri, para componer sus Anales de Frisia.
Otro Thaborita fue Vorper Thaborita, natural de Frisia, también canónigo regular en Thabor, pero cura párroco antes en su patria, que escribió una Crónica de Frisia en tres libros, desde el origen de los frisones hasta el 1635, haciendo gran estima de dicha obra el mencionado Suffridus Petri.